# Drepanacra binoculus
Drepanacra binoculus là một loài côn trùng trong họ Hemerobiidae thuộc bộ Neuroptera. Loài này được Newman miêu tả năm 1838.